# Uriah Smith
Uriah Smith (ur. 3 maja 1832 w Wilton, USA; zm. 6 marca 1903 w Battle Creek, USA) – pastor, jeden z historycznych przywódców Adwentyzmu Dnia Siódmego.

## Wczesne życie
Uriah Smith urodził się 2 maja 1832 roku w Wilton, w stanie New Hampshire, USA. Jego rodzina należała do ruchu adwentowego, który oczekiwał powtórnego przyjścia Chrystusa w 1844 roku. Po niewypełnieniu się proroctwa (tzw. wielkim rozczarowaniu), Uriah Smith stracił na pewien czas zainteresowanie religią i rozpoczął studia na Philips Exeter Academy. W grudniu 1852 roku nawrócił się na chrześcijaństwo i stał się jednym z pionierów Kościoła Adwentystów Dnia Siódmego.

## Działalność
Uriah Smith służył jako duchowny, był także redaktorem naczelnym czasopisma The Adventist Review w latach 1855–1873 i 1901–1903. Napisał wiele książek, w tym, jedno z historycznych dzieł adwentyzmu, Proroctwa Daniela i Objawienia, będące wykładem i komentarzem do Księgi Daniela i Objawienia Jana. Uriah Smith stał się pierwszym sekretarzem Generalnej Konferencji, mianowany na to stanowisko w 1863 roku.